# The Law of Devil's Land
Albums de Loudness
Devil Soldier
(1982) Disillusion
(1984)
The Law of Devil's Land est le 3e album studio de Loudness, sorti en 1983.

## Liste des titres
Toutes les paroles sont écrites par Minoru Niihara, toute la musique est composée par Akira Takasaki.
| No  | Titre                                     | Durée |
| --- | ----------------------------------------- | ----- |
| A1. | Theme of Loudness (Part II)               | 1:56  |
| A2. | In the Mirror                             | 3:38  |
| A3. | Show me the Way                           | 5:59  |
| A4. | I Wish You Were Here                      | 3:40  |
| A5. | Mr Yes Man                                | 6:55  |
| B1. | The Law of Devil's Land                   | 4:50  |
| B2. | Black Wall (Musique: Masayoshi Yamashita) | 5:00  |
| B3. | Sleepless Night                           | 4:43  |
| B4. | Speed                                     | 5:28  |

## Composition du groupe
- Minoru Niihara - chants
- Akira Takasaki - guitare
- Masayoshi Yamashita - basse
- Munetaka Higuchi - batterie